# Invalidnost
Invalidnost je fizički ili mentalni nedostatak koji ograničava osobu u jednoj životnoj aktivnosti ili više njih. 
Prema Svjetskoj zdravstvenoj organizaciji invalidnost može uzrokovati probleme u vezi s pokretnošću, komunikacijom, usvajanjem znanja i učenja, brigom o sebi, društvenošću itd. Invalidnost zahtijeva stručnu medicinsku skrb. Od oko 1960. godine u SAD-u su počele akcije za veću pomoć invalidnim osobama i proširile su se po svijetu. U mnogim državama danas postoje udruge, koje pomažu invalidnim osobama, da im se olakša život i da ih se što više uključi u društvo. Nastoje se uvesti pomagala za kvalitetniji i lakši život. Najpoznatije pomagalo su invalidska kolica koja postoje od 17. stoljeća te posebno prilagođeni automobili, telefoni, računala i ostali predmeti u svakodnevnoj upotrebi. Neke invalidne osobe bave se i športom, a najbolji od njih sudjeluju na Paraolimpijskim igrama.
Teško je ustanoviti koliko ima invalidnih osoba u svijetu. Procjena je oko 100 milijuna ljudi s većinom u zemljama u razvoju. U SAD-u invalidne osobe su treća najveća manjina poslije Hispanoamerikanaca i Afroamerikanaca. 
Zapošljavanje i zaštita invalidnih osoba, stvaranje uvjeta u kojima će se moći zaposliti i osposobiti za posao odraz je civiliziranosti društva. U suvremeno doba to je rastuća potreba u svim kategorijama stanovništva, jer je invalida sve više. Zapošljavanje invalida je socijalna, zdravstvena, gospodarska obveza civilizirane zajednice.

## Vanjske poveznice
|  | Zajednički poslužitelj ima još gradiva o temi Invalidnost |